# Elizabeth Siddal
Elizabeth Eleanor Siddal (25. juli 1829 – 11. februar 1862) var især yndlingsmuse og model for de tre præ-rafaeliter John Everett Millais, Holman Hunt og Dante Gabriel Rosetti. Hun stod model som Ofelia for Millais' oliemaleri Ophelia (1852).